# ハチノヨン
有限会社ハチノヨン（英: 8-4, Ltd.）は、東京の渋谷に拠点を置き、コンピュータゲームのローカライズを行う日本の企業。

## 概要
2005年に、源紘子とエレクトロニック・ゲーミング・マンスリー（EGM）の元編集者であるジョン・リカーディが設立した。2008年にリチャルディと同じEGMの同僚であるマーク・マクドナルドが加入、2016年にマクドナルドはEnhance Gamesのビジネスおよび開発のヴァイスプレジデントとして働く為、退社した。『モンスターハンター』、『ニーア』、『ドラゴンクエスト』、『ファイアーエムブレム』、『テイルズ』、『UNDERTALE』などの知的財産権を使用し、契約条件で日本語から英語へ、また英語から日本語への翻訳とローカライゼーションを行っている。
社名の由来は『スーパーマリオブラザーズ』の最終ステージが由来になっている。
2022年7月、アメリカのLimited Run Gamesと協力し、ダウンロード専売ソフトとして発売されたソフトのパッケージ版を販売する会社「SUPERDELUXE GAMES」を設立した。

## 翻訳
ハチノヨンは通常、ゲーム開発の途中でローカライゼーションの過程に関与し、ゲームとスクリプトのビルドにアクセスする。『シャドウ オブ ザ ダムド』の場合のように、開発サイクル全体を通して参加するよう誘われることもある。パブリッシャーが世界的な同時リリースをしようとますます務めるにつれて、ハチノヨンはプロジェクトに早くから参加していることを指摘されている。最初のステップは、ゲームや他のシリーズを何度もプレイしてメモを取りながら、ゲームに慣れることから始める。実際の翻訳には、日本語と英語のスクリプトが入ったMicrosoft Excelの大きなスプレッドシートを使用する。単語の翻訳だけではなく、欧米の人たちに親しみやすいゲームにするための変更も提案している。例えば『ヘラクレスの栄光』では、戦闘をより興奮するものにさせる為、戦闘速度を3倍にすることを推奨している。
翻訳スタイルに影響を与えた人物としては、スクウェアのローカライズ部門の設立者であるリチャード・ハニーウッドを挙げている。ハチノヨンでは、単に言葉を翻訳するだけでなく、語調やユーザーインターフェース、文化的レファレンスに注意を払うことで、言語版と同じ体験を提供することを試みている。テキストが多い為、『トラスティベル 〜ショパンの夢〜』、『テイルズ オブ ヴェスペリア』、『スターオーシャン4 -THE LAST HOPE-』など、社内の翻訳チームでは対応できないロールプレイングゲームがハチノヨンの主な契約内容となっている。『ドラゴンクエストVI 幻の大地』の翻訳では、ハニーウッドのドラゴンクエストスタイルガイドを相続し、ゲーム間の一貫性を保つことに役立てている。その中でも『バテン・カイトスII 始まりの翼と神々の嗣子』のように、スクリプト、デバッグ、品質保証など、ローカライズのあらゆる側面を開発者に任せたプロジェクトは、ハチノヨンのお気に入りとなっている。
ゲーム作品のほかには、YouTubeチャンネル「桜井政博のゲーム作るには」の英語版チャンネル「Masahiro Sakurai on Creating Games」にて、英語翻訳を担当している。

## ゲームソフトウェア
| リリースされた年 | タイトル                                                                 | クライアント                                    | 注釈                                                                             |
| ---------------- | ------------------------------------------------------------------------ | ----------------------------------------------- | -------------------------------------------------------------------------------- |
| 2005年           | マリオテニスアドバンス                                                   | 任天堂                                          | 日本語から英語へ                                                                 |
| 2006年           | ウォーシップガンナー2 鋼鉄の咆哮                                         | コーエー                                        | 日本語から英語へ                                                                 |
| 2006年           | ゼノサーガ エピソードIII［ツァラトゥストラはかく語りき］                 | バンダイナムコゲームス                          | 日本語から英語へ                                                                 |
| 2006年           | バテン・カイトスII 始まりの翼と神々の嗣子                                | 任天堂                                          | 日本語から英語へ                                                                 |
| 2006年           | テイルズ オブ ジ アビス                                                  | バンダイナムコゲームス                          | 日本語から英語へ                                                                 |
| 2006年           | GUNPEY                                                                   | キューエンタテインメント                        | 日本語から英語へ                                                                 |
| 2006年           | GUNPEY DS                                                                | キューエンタテインメント                        | 日本語から英語へ                                                                 |
| 2006年           | Every Extend Extra                                                       | キューエンタテインメント                        | 日本語から英語へ                                                                 |
| 2007年           | ローグギャラクシー                                                       | ソニー・コンピュータエンタテインメント          | 日本語から英語へ                                                                 |
| 2007年           | ボクらの太陽 Django&Sabata                                               | 小島プロダクション                              | 日本語から英語へ                                                                 |
| 2007年           | テイルズ オブ ザ ワールド レディアント マイソロジー                      | バンダイナムコゲームス                          | 日本語から英語へ                                                                 |
| 2007年           | ブレイブ ストーリー 新たなる旅人                                         | XSEED Games                                     | 日本語から英語へ                                                                 |
| 2007年           | JEANNE D'ARC                                                             | ソニー・コンピュータエンタテインメント          | 日本語から英語へ                                                                 |
| 2007年           | ワイルドアームズ ザ フィフスヴァンガード                                 | XSEED Games                                     | 日本語から英語へ                                                                 |
| 2007年           | トラスティベル 〜ショパンの夢〜（Xbox 360）                              | バンダイナムコゲームス                          | 日本語から英語へ                                                                 |
| 2008年           | サルゲッチュ ピポサル戦記                                                | ソニー・コンピュータエンタテインメント          | 日本語から英語へ                                                                 |
| 2008年           | カルドセプト サーガ                                                      | バンダイナムコゲームス                          | 日本語から英語へ                                                                 |
| 2008年           | ワイルドアームズ クロスファイア                                          | XSEED Games                                     | 日本語から英語へ                                                                 |
| 2008年           | ソウルキャリバーIV                                                       | バンダイナムコゲームス                          | 日本語から英語へ                                                                 |
| 2008年           | テイルズ オブ ヴェスペリア                                               | バンダイナムコゲームス                          | 日本語から英語へ                                                                 |
| 2008年           | トラスティベル 〜ショパンの夢〜（PS3）                                   | バンダイナムコゲームス                          | 日本語から英語へ                                                                 |
| 2008年           | テイルズ オブ シンフォニア -ラタトスクの騎士-                            | バンダイナムコゲームス                          | 日本語から英語へ                                                                 |
| 2008年           | 悪魔城ドラキュラ ジャッジメント                                          | コナミ                                          | 日本語から英語へ                                                                 |
| 2008年           | Imagine: Ballet Star（プリンセスバレリーナ 〜夢見る4人のプリマドンナ〜） | スパイク/ユービーアイソフト                     | 日本語から英語へ                                                                 |
| 2009年           | 天誅 4                                                                   | アクワイア/ユービーアイソフト                   | 日本語から英語へ                                                                 |
| 2009年           | ファイアーエムブレム 新・暗黒竜と光の剣                                  | 任天堂                                          | 日本語から英語へ                                                                 |
| 2009年           | スターオーシャン4 -THE LAST HOPE-                                        | スクウェア・エニックス                          | 日本語から英語へ                                                                 |
| 2009年           | Imagine: Makeup Artist（コスメちっく☆パラダイス 〜メイクのキセキ〜）     | GAE/ユービーアイソフト                          | 日本語から英語へ                                                                 |
| 2009年           | ソウルキャリバー Broken Destiny                                          | バンダイナムコゲームス                          | 日本語から英語へ                                                                 |
| 2009年           | 塊魂TRIBUTE                                                              | バンダイナムコゲームス                          | 日本語から英語へ                                                                 |
| 2009年           | アンデッドナイツ                                                         | テクモ                                          | 日本語から英語へ                                                                 |
| 2009年           | Petz Hamsterz Bunch                                                      | スパイク/ユービーアイソフト                     | 日本語から英語へ                                                                 |
| 2009年           | 鉄拳6                                                                    | バンダイナムコゲームス                          | 日本語から英語へ                                                                 |
| 2010年           | ヘラクレスの栄光                                                         | 任天堂                                          | 日本語から英語へ                                                                 |
| 2010年           | 白騎士物語（海外版）                                                     | ソニー・コンピュータエンタテインメント          | 日本語から英語へ                                                                 |
| 2010年           | スターオーシャン4 -THE LAST HOPE-（海外版）                              | スクウェア・エニックス                          | 日本語から英語へ                                                                 |
| 2010年           | スーパーモンキーボール アスレチック                                      | セガ                                            | 日本語から英語へ                                                                 |
| 2010年           | THE EYE OF JUDGMENT 神託のウィザード                                     | ソニー・コンピュータエンタテインメント          | 日本語から英語へ                                                                 |
| 2010年           | ニーア ゲシュタルト/レプリカント                                         | スクウェア・エニックス                          | 日本語から英語へ                                                                 |
| 2010年           | モンスターハンター3                                                      | カプコン                                        | 日本語から英語へ                                                                 |
| 2010年           | 悪魔城ドラキュラ ハーモニー オブ ディスペアー                            | コナミ                                          | 日本語から英語へ                                                                 |
| 2010年           | クロスボード7                                                            | コナミ                                          | 日本語から英語へ                                                                 |
| 2010年           | 無限回廊 光と影の箱                                                      | ソニー・コンピュータエンタテインメント          | 日本語から英語へ                                                                 |
| 2011年           | ドラゴンクエストVI 幻の大地                                              | 任天堂                                          | 日本語から英語へ                                                                 |
| 2011年           | DEAD OR ALIVE Dimensions                                                 | コーエーテクモホールディングス                  | 日本語から英語へ                                                                 |
| 2011年           | シャドウ・オブ・ザ・ダムド                                               | グラスホッパー・マニファクチュア                | 日本語から英語へ、英語から日本語へ                                               |
| 2011年           | ディズニー エピックミッキー 〜ミッキーマウスと魔法の筆〜                 | ディズニー・インタラクティブ・スタジオ          | 英語から日本語へ                                                                 |
| 2011年           | ねじ巻きナイト                                                           | Robot Invader                                   | 英語から日本語へ                                                                 |
| 2011年           | アニマルリゾート 動物園をつくろう!!                                      | マーベラスエンターテイメント/ユービーアイソフト | 日本語から英語へ                                                                 |
| 2011年           | アクアリア                                                               | Semi Secret Software                            | 英語から日本語へ                                                                 |
| 2011年           | The Black Eyed Peas Experience                                           | ユービーアイソフト                              | 英語版シナリオ                                                                   |
| 2011年           | オトメディウス エクセレント!                                             | コナミ                                          | 日本語から英語へ                                                                 |
| 2011年           | スーパーカセキホリダー                                                   | 任天堂                                          | 日本語から英語へ                                                                 |
| 2012年           | テイルズ オブ グレイセス                                                 | バンダイナムコゲームス                          | 日本語から英語へ                                                                 |
| 2012年           | ソウルキャリバーV                                                        | バンダイナムコゲームス                          | 日本語から英語へのDLCの翻訳                                                      |
| 2012年           | テイルズ オブ ジ アビス                                                  | バンダイナムコゲームス                          | 日本語から英語へ                                                                 |
| 2012年           | 塊魂 ノ・ビ～タ                                                          | バンダイナムコゲームス                          | 日本語から英語へ                                                                 |
| 2012年           | スカルガールズ                                                           | Reverge Labs                                    | オフィス間コミュニケーション                                                     |
| 2012年           | Dragon's Dogma                                                           | カプコン                                        | 日本語から英語へ                                                                 |
| 2012年           | GRAVITY DAZE/重力的眩暈:上層への帰還において彼女の内宇宙に生じた摂動     | ソニー・コンピュータエンタテインメント          | 英語編集                                                                         |
| 2012年           | 重鉄騎                                                                   | カプコン                                        | 日本語から英語へ                                                                 |
| 2012年           | スキタイのムスメ: 音響的冒剣劇                                           | Capybara Games                                  | 英語から日本語へ、プロモーション、マーケティング                                 |
| 2013年           | ぷにぷにパニック                                                         | Robot Invader                                   | 英語から日本語へ                                                                 |
| 2013年           | Skulls of the Shogun                                                     | 17-BIT                                          | 英語版シナリオ、英語からFIGSPCJKRへ                                              |
| 2013年           | ファイアーエムブレム 覚醒                                                | 任天堂                                          | 日本語から英語へ                                                                 |
| 2013年           | メタルギア ライジング リベンジェンス                                     | コナミ                                          | 日本語から英語へ                                                                 |
| 2013年           | モンスターハンター3G                                                     | カプコン                                        | 日本語から英語へ                                                                 |
| 2013年           | テイルズ オブ エクシリア                                                 | バンダイナムコゲームス                          | 日本語から英語へ                                                                 |
| 2013年           | ヘイ・デイ                                                               | Supercell                                       | 英語から日本語へ、コンサルティング                                               |
| 2013年           | リパブリック                                                             | Camouflaj                                       | 英語からFEGへ                                                                    |
| 2014年           | ブーム・ビーチ                                                           | Supercell                                       | 英語から日本語へ                                                                 |
| 2014年           | ドラッグオンドラグーン3                                                  | スクウェア・エニックス                          | 日本語から英語へ                                                                 |
| 2014年           | Threes!                                                                  | Sirvo                                           | 英語からFGJへ                                                                    |
| 2014年           | ねじ巻きナイト2                                                          | Robot Invader                                   | 英語から日本語へ                                                                 |
| 2014年           | 蒼き雷霆 ガンヴォルト                                                    | インティ・クリエイツ                            | 日本語から英語へ                                                                 |
| 2014年           | テイルズ オブ ハーツ R                                                   | バンダイナムコゲームス                          | 日本語から英語へ                                                                 |
| 2015年           | ローグレガシー                                                           | Cellar Door Games                               | 日本版パブリッシャー                                                             |
| 2015年           | ねこあつめ                                                               | ヒットポイント                                  | 日本語から英語へ                                                                 |
| 2015年           | ゼノブレイドクロス                                                       | 任天堂                                          | 日本語から英語へ                                                                 |
| 2016年           | スーパータイムフォース ULTRA                                             | Capybara Games                                  | 英語から日本語へ                                                                 |
| 2016年           | Mighty No. 9                                                             | comcept                                         | 日本語から英語へ、コンサルティング、コミュニティ管理、パブリック・リレーションズ |
| 2016年           | ショベルナイト                                                           | ヨットクラブゲームズ                            | 英語から日本語へ                                                                 |
| 2016年           | マリオ&ソニック AT リオオリンピック                                      | セガ                                            | 日本語から英語へ                                                                 |
| 2016年           | Gotta Protectors                                                         | エインシャント                                  | 日本語から英語へ                                                                 |
| 2016年           | 蒼き雷霆 ガンヴォルト 爪                                                 | インティ・クリエイツ                            | 日本語から英語へ                                                                 |
| 2017年           | ニーア オートマタ                                                        | スクウェア・エニックス                          | 日本語から英語へ                                                                 |
| 2017年           | ファイアーエムブレム Echoes もうひとりの英雄王                           | 任天堂                                          | 日本語から英語へ                                                                 |
| 2017年           | UNDERTALE                                                                | トビー・フォックス                              | 英語から日本語へ、コンソールポート、コンソールパブリッシング                     |
| 2017年           | EGGLIA～最期のたまご～                                                   | DMM.com                                         | 日本語から英語へ                                                                 |
| 2017年           | Girls Mode 4 スター☆スタイリスト                                         | 任天堂                                          | 日本語から英語へ                                                                 |
| 2018年           | モンスターハンター：ワールド                                             | カプコン                                        | 英語翻訳のサポート                                                               |
| 2018年           | Firewatch                                                                | Campo Santo                                     | 英語から日本語へ                                                                 |
| 2018年           | Slime Rancher                                                            | Monomi Park                                     | 英語から日本語へ                                                                 |
| 2018年           | ドラガリアロスト                                                         | 任天堂                                          | 日本語から英語へ                                                                 |
| 2018年           | Return of the Obra Dinn                                                  | 3909 LLC                                        | 英語から日本語へ                                                                 |
| 2018年           | DELTARUNE Chapter 1                                                      | トビー・フォックス                              | 英語から日本語へ、コンソールポート、コンソールパブリッシング                     |
| 2019年           | ブラッドステインド:リチュアル・オブ・ザ・ナイト                          | ArtPlay                                         | 日本語から英語へ                                                                 |
| 2019年           | Celeste                                                                  | Extremely OK Games                              | 英語から日本語へ                                                                 |
| 2019年           | サガ スカーレット グレイス                                               | スクウェア・エニックス                          | 日本語から英語へ                                                                 |
| 2020年           | スペースチャンネル5VR あらかた★ダンシングショー                          | 二木幸生                                        | 日本語から英語へ                                                                 |
| 2020年           | テイルズ オブ クレストリア                                               | バンダイナムコゲームス                          | 日本語から英語へ                                                                 |
| 2021年           | リトルナイトメア2                                                        | バンダイナムコゲームス                          | 英語から日本語へ                                                                 |
| 2021年           | ニーア レプリカント ver.1.22474487139...                                 | スクウェア・エニックス                          | 日本語から英語へ                                                                 |
| 2021年           | HADES                                                                    | Supergiant Games                                | 英語から日本語へ                                                                 |
| 2021年           | ニーア リィンカーネーション                                              | スクウェア・エニックス                          | 日本語から英語へ                                                                 |
| 2021年           | Spelunky                                                                 | Mossmouth                                       | 英語から日本語へ                                                                 |
| 2021年           | Spelunky 2                                                               | Mossmouth                                       | 英語から日本語へ                                                                 |
| 2021年           | DELTARUNE Chapter 2                                                      | トビー・フォックス                              | 英語から日本語へ、コンソールポート、コンソールパブリッシング                     |
| 2021年           | Ikenfell                                                                 | Happy Star Games                                | 英語から日本語へ                                                                 |
| 2021年           | JETT: The Far Shore                                                      | Superbrothers                                   | 英語から日本語へ、英語からドイツ語へ                                             |
| 2022年           | ディズニー ツイステッドワンダーランド                                    | Aniplex of America                              | 日本語から英語へ                                                                 |
| 2022年           | Gotta Protectors: Cart of Darkness                                       | Ancient                                         | 日本語から英語へ、北アメリカおよびヨーロッパでの販売                             |
| 2022年           | ファイアーエムブレム無双 風花雪月                                        | 任天堂                                          | 日本語から英語へ                                                                 |

## ポッドキャスト
ハチノヨンは、「日本、ビデオゲーム、日本のビデオゲーム」に特化したポッドキャスト「8-4 Play」を隔週で配信している。マーク・マクドナルド、ジョン・リカーディ、サラ・ポドソルスキー、ジャスティン・エパーソンからなる「8-4some」が主催している。東京に存在するハチノヨンは、東京ゲームショウ、カプコンのCaptivate、グラスホッパー・マニファクチュアのHoppersなど、日本のゲーム業界の多くのイベントに参加し、ニュースを共有する機会がある。1UP.comとEGMの退職者である彼らはは、ジェームズ・ミールケ（現キューエンタテインメント）、シェーン・ベッテンハウゼン（イグニッション・エンターテイメント）、デヴィッド・エイブラハム（Cheap Ass Gamer）などのビデオゲームのジャーナリストとの繋がりを保ち、番組のゲストとしてレギュラー出演している。また、山岡晃や水口哲也などの著名なデザイナーをゲストに迎えることもある。2012年からは、Giant Bombでポッドキャストのエピソードがホストされている。2011年の東北地方太平洋沖地震後、ハチノヨンはグラスホッパー・マニファクチュアのチャリティーイベント「Grasstream 2」と山岡晃が代表を務める「Play For Japan」の両方に参加した。